# Combat d'Issy (1815)
Pour la bataille du fort d'Issy durant la Commune de Paris, voir bataille d'Issy (1871).
Batailles
Batailles des Cents-Jours
Campagne du duc d'Angoulême
- Ajaccio
- Bonifacio
- Montélimar
- Loriol

Campagne de Belgique
- Ligny
- Quatre-Bras
- Waterloo
- Wavre

Campagne de France de 1815
- Maubeuge
- Huningue
- La Souffel
- Vélizy
- Rocquencourt
- Sèvres
- Issy

Guerre napolitaine
- Panaro
- Ferrare
- Occhiobello
- Carpi
- Casaglia
- Ronco
- Cesenatico
- Pesaro
- Scapezzano
- Tolentino
- Ancône
- Castel di Sangro
- San Germano
- Gaète

Guerre de Vendée et Chouannerie de 1815
- Les Échaubrognes
- L'Aiguillon
- Aizenay
- Sainte-Anne-d'Auray
- Cossé
- Saint-Gilles-sur-Vie
- Redon
- Les Mathes
- Muzillac
- Rocheservière
- Thouars
- Auray
- Châteauneuf-du-Faou
- Guérande
- Fort-la-Latte

Le combat d'Issy eut lieu le 3 juillet 1815 au village d'Issy, à une courte distance au sud-ouest de Paris parallèlement au combat de Sèvres. Le résultat fut une victoire du maréchal Blücher sur une armée française qui défendait Paris.

## Prélude
Après la défaite française le 18 juin 1815 à Waterloo, les armées du duc de Wellington et de Blücher avancèrent sur Paris. Bien qu'une brigade prussienne eût été défaite le 1er juillet 1815 à Rocquencourt, près de Versailles, le mouvement des Prussiens ne fut pas arrêté. Un corps de Prussiens sous les ordres du général Zieten  avança le 2 juillet vers les hauteurs de Meudon et Châtillon et, après de durs combats contre les troupes du général Vandamme, se rendit maître des localités de Sèvres, les Moulineaux et Issy.

## Bataille
Les alliés n'ayant donné aucune suite aux propositions envoyées les jours précédents par la commission exécutive en vue d'un armistice et l'armée prussienne s'étant approchée dangereusement de Paris, le maréchal Davout donna l'ordre à Vandamme, qui commandait sur la rive gauche, d'éloigner la menace, de ce côté très peu fortifié de Paris, et de reprendre Issy. Aux premières heures du 3 juillet, la division Vichery, partant de Vaugirard et soutenue par la division Hulot, tenta donc par trois fois,, après de sérieuses préparations d'artillerie, de reprendre Issy mais fut, à chaque fois, repoussée, les tirailleurs de Zieten poursuivant les Français en retraite jusqu'à peu de distance des barrières et Vichery y récoltant lui-même une blessure.
Davout observait à la lorgnette le déroulement des opérations depuis la plaine de Montrouge quand arrivèrent auprès de lui, vers six heures du matin, les émissaires du gouvernement, Bignon, Bondy et Guilleminot, porteurs de la résolution de demander un armistice. Davout partit alors lui-même, à cheval, vers Vaugirard pour faire cesser les assauts et envoyer vers les lignes prussiennes un parlementaire, en la personne du général Revest, chef d'état-major de Vandamme. Vers sept heures et quart, au retour de Revest accompagné d'un officier prussien, le feu avait cessé sur toute la ligne. D'après Nettement et Charras, c'est le retour de Tromelin, envoyé la veille comme émissaire au quartier général prussien, « aux avant-postes de Vandamme » qui détermina l'interruption des combats en rapportant l'accord de Blücher pour l'ouverture de négociations d'armistice,. Cependant selon Thiers, Tromelin avait déjà pu rapporter à la commission exécutive les conditions posées par Blücher lorsque celle-ci résolut d'envoyer ses trois émissaires vers les lignes. Vers huit heures les Prussiens retirèrent sur les hauteurs d'Issy les troupes qu'ils avaient avancées au sud-ouest de Vaugirard. Enfin, plus tard dans la matinée, un second parlementaire prussien apporta l'invitation adressée par Blücher aux émissaires du gouvernement français de le rejoindre à Saint-Cloud pour entamer les pourparlers.

### Commentaires
Les débats passionnés qui avaient, dans le camp français, agité responsables civils et militaires entre partisans de la résistance à outrance et partisans de la cessation des combats, fût-ce au prix du retour de Louis XVIII (que pouvaient légitimement craindre les régicides Carnot et Fouché), continuèrent après l'armistice. Ainsi le combat d'Issy reste-t-il, pour les uns, décrit comme un glorieux baroud d'honneur, « un dernier combat d’une violence inouïe », par les autres comme une occasion délibérément manquée - la division Vichery ayant été envoyée seule dans un premier temps affronter les Prussiens à un contre quatre - de prendre la revanche de Waterloo : « La capitulation de Paris s'explique par la prostration et les embûches de l'esprit politique. Au point de vue militaire elle ne se comprend plus ».

## Répercussions
Issy fut la dernière tentative de l'armée française pour dégager Paris, avant l'armistice qui intervint le même jour entre la France et les alliés. Napoléon avait déjà annoncé son abdication le 22 juin. Sans avenir en France et renonçant aux projets d'évasion qui lui étaient proposés, il se rendit le 15 juillet au capitaine Frederick Maitland du HMS Bellerophon et fut transporté à Plymouth. La restauration complète de Louis XVIII suivit le départ de l'empereur. Transféré à bord du HMS Northumberland commandé par l'amiral George Cockburn, Napoléon entama le 7 août son voyage d'exil vers l'île de Sainte-Hélène, où il devait mourir le 5 mai 1821.

## Sources
- (en) William Siborne, The Waterloo Campaign 1815, Edward Arber, 4e éd. (1re éd. 1848) (présentation en ligne), p. 752-753
- Adolphe Thiers, Histoire du consulat et de l'Empire, t. XX, 1862 (lire en ligne)
- Jean-Baptiste Adolphe Charras, Histoire de la campagne de 1815 : Waterloo, Bruxelles, Lacroix, Verboeckhoven et Cie, 1863, 4e éd. (lire en ligne)
- Alfred Nettement, Histoire de la Restauration, t. 3, Paris, Jacques Lecoffre et Cie, 1863 (lire en ligne)
- Jules Vassias, Historique du 69e régiment d'infanterie (1672-1912), Chapelot, 1913 (lire en ligne)
- Jean Thiry, Les débuts de la Seconde Restauration, Paris, Berger-Levrault, 1947 (lire en ligne)
- Guillaume Eugène Van Remoortere, Histoire de la campagne de 1815 dans les Pays-Bas, 1979 (lire en ligne)
- Frédéric Bey, Issy 1815, jeu d'histoire publié dans le magazine C3i no 32 (2018)